# Joachim Irgens av Vestervig

Wappen des Joachim Irgens av Vestervig

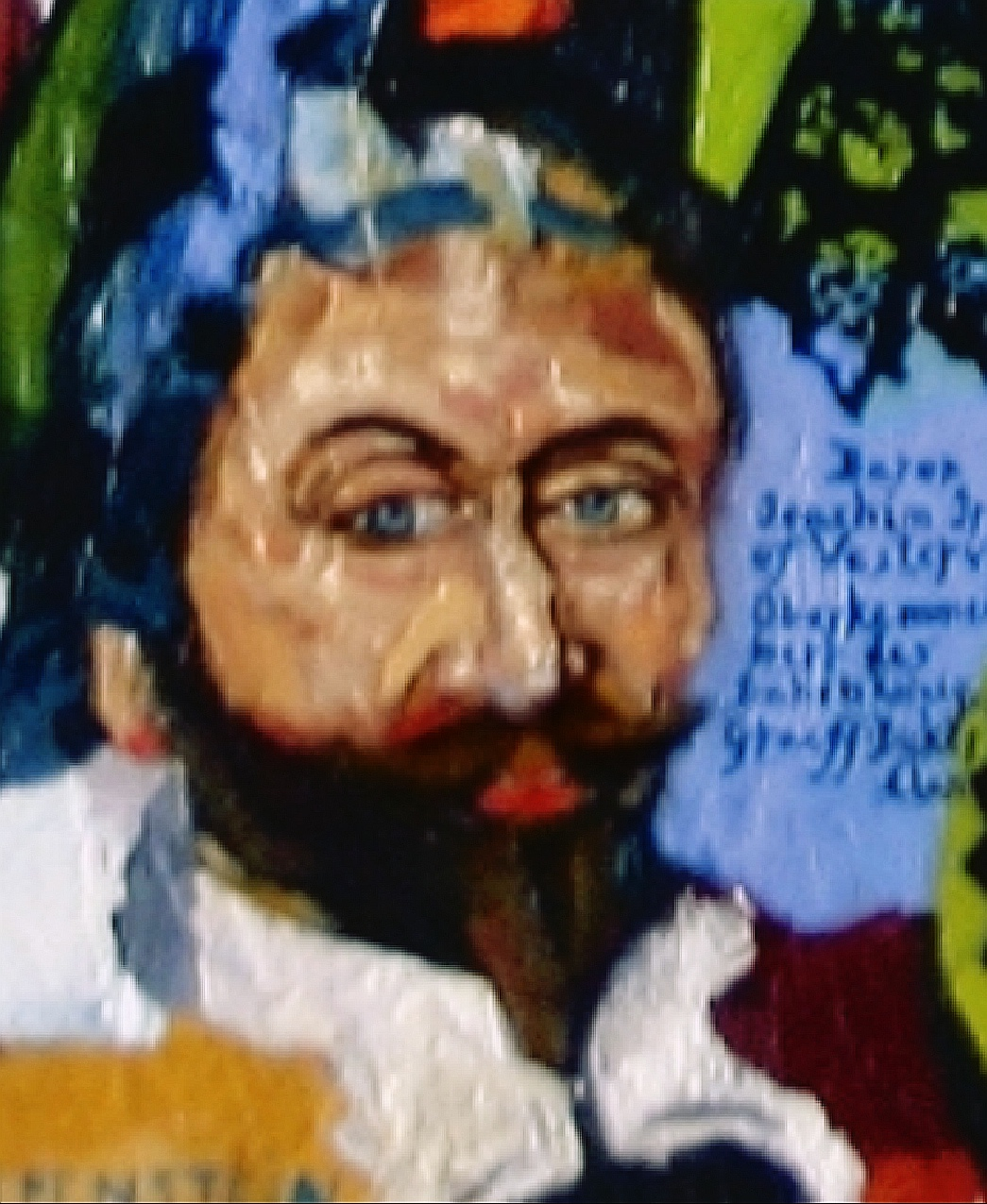
Im Jahr 2007 verwendete der österreichische Künstler Matthias Laurenz Gräff, ein entfernter Nachkomme von Irgens, ihn in seinem Gemälde „Durch die Zeiten“ im Rahmen seiner Diplomserie.

Joachim Baron Irgens av Vestervig, bis 1640 Joachim Jürgens, (* 19. Mai 1611 in Itzehoe; † 29. August 1675 in Kopenhagen) war ein dänischer Großkaufmann, Bergwerksbesitzer, Aristokrat, Gutsbesitzer in Itzehoe, Kammerherr, Doktor der Medizin, Rentenschreiber und Münzmeister. Irgens war einer der größten Gutsbesitzer in Dänemark. Er trug die Titel eines Herren von Vestervig, Horsleben und Noordlanden.

## Leben und Werk
Joachim Jürgens wurde als Sohn des Henrik Jürgens (* 1580) und der Catharina Fruchtnichts (* 1584) geboren. Er gilt neben seinem Bruder Johannes Jürgens (1613–1669) (nannte sich später auch Irgens) als Stammherr des Geschlechts der Irgens. Joachim Jürgens wurde in seiner Jugend gemeinsam mit Heinrich Müller, einen anderen Kaufmannssohn aus Itzehoe, am Hof des jungen Reichsgrafen Christian zu Rantzau auf Breitenburg erzogen. Hernach trat Joachim Jürgens in die Dienste des dänischen Adelsherren Fredrik Urne.
1634 wurde er Kammerherr beim Dänenkönig Christian IV. Joachim Jürgens hatte sich frühzeitig ein Vermögen erwerben können, und bereits im Jahre 1636 wurde er Teilhaber in Hannibal Sehesteds norwegischen Bergwerken in Telemark und im Lesje-Werk, für das Jürgens 1660 das alleinige Privilegium erhielt. Er wurde Bankier des Königs und dessen Geheimrat. Jürgens wurde auch mitunter von der dänischen Regierung mit diplomatischen Aufträgen bedacht. Um das Jahr 1640 änderte der König seinen Namen von Jürgens auf Irgens ab.
Im Jahre 1646 begleitete er den dänischen König nach Trondheim. In einem damaligen Bericht wurde er als ein Mann bezeichnet, der besonderen Geschmack an Bergwerken fand. Durch die königliche Resolution von Rendsburg vom 19. Oktober 1646 erhielt er das Privilegium für das Röros Werk übertragen. Ungefähr gleichzeitig nahm er an der Verpachtung des färöischen Handels teil.
Nach dem Tod des Königs im Jahre 1648 wurde er als Hofbediensteter verabschiedet und erhielt zum Lohn die Verwaltung über das Königsgut Vestervig, einem Kloster auf Jütland. 1656 verehelichte er sich mit Cornelia Bicker (1629–1708), der Tochter des bedeutenden holländischen Patrizier und Staatsmannes Andries Bicker. Diese Ehe sind keine Nachkommen entsprungen. Irgens war mittels seiner Heirat mit den Amsterdamer De Graeff und mit Jakob de Petersen, Truchsess von Dänemark, verbunden. Nach seiner Ehe festigt er sich in Kopenhagen.
Irgens verlieh große Geldsummen an die dänische Krone, die ihm im Jahre 1657 bereits 60 000 Rdl. schuldete. Diese Summe stieg während des schwedischen Kriegs weiter an. In diesem Krieg konnte er der dänischen Regierung sowohl Waren als auch Geld in einem Wert von einer Tonne Gold beschaffen. Als Bezahlung erhielt Irgens im Jahre 1661 einen Kaufbrief für 111.688 Reichstaler auf das Kloster Vestervig. Und noch im selben Jahre erhielt er das Monopol für den Einkauf des Kupfers in Norwegen für die königliche Krone. Weiters erhielt er im Jahre 1664 auch den Kaufbrief für Gjorslev in der dänischen Kommune Stevns mit dem gesamten königlichen Gut in den Kreisen Ringsted und Stevn auf Seeland und im Jahre 1666 auch für das große Gut der Krone in Nordland, das seither als Irgens-Gut bezeichnet wird. Joachim Irgens war zu dieser Zeit einer der größten Gutsbesitzer des Königreiches und wohnte meistens in Kopenhagen. In Holland, der Heimat seiner Ehefrau, besaß Irgens das Gut Irgensthal in 's-Graveland. Zwischen 1662 und 1675 war er Hoofdingeland  von' s-Graveland.
Joachim Irgens wurde am 4. Oktober 1674 unter dem Namen Irgens von Westerwich (Vestervig) geadelt und gleichzeitig zum Baron von Vestervig erhoben. Sein Adelswappen bestand in einem vierteiligen Schild, dessen erstes und viertes Feld auf rotem Grund einen goldenen Fisch zwischen zwei Goldkronen zeigt. Das zweite Feld trägt auf goldenen Grund einen roten Balken. Das dritte Feld ist geteilt, aus einem Wasser wachsen drei weiße Seeblumen in den blauen Himmel empor.
Irgens ist am 29. August 1675 in Kopenhagen verstorben und wurde ebenso wie seine Witwe und seine Kinder in Vestervig begraben.